# Gaius Sallustius Crispus

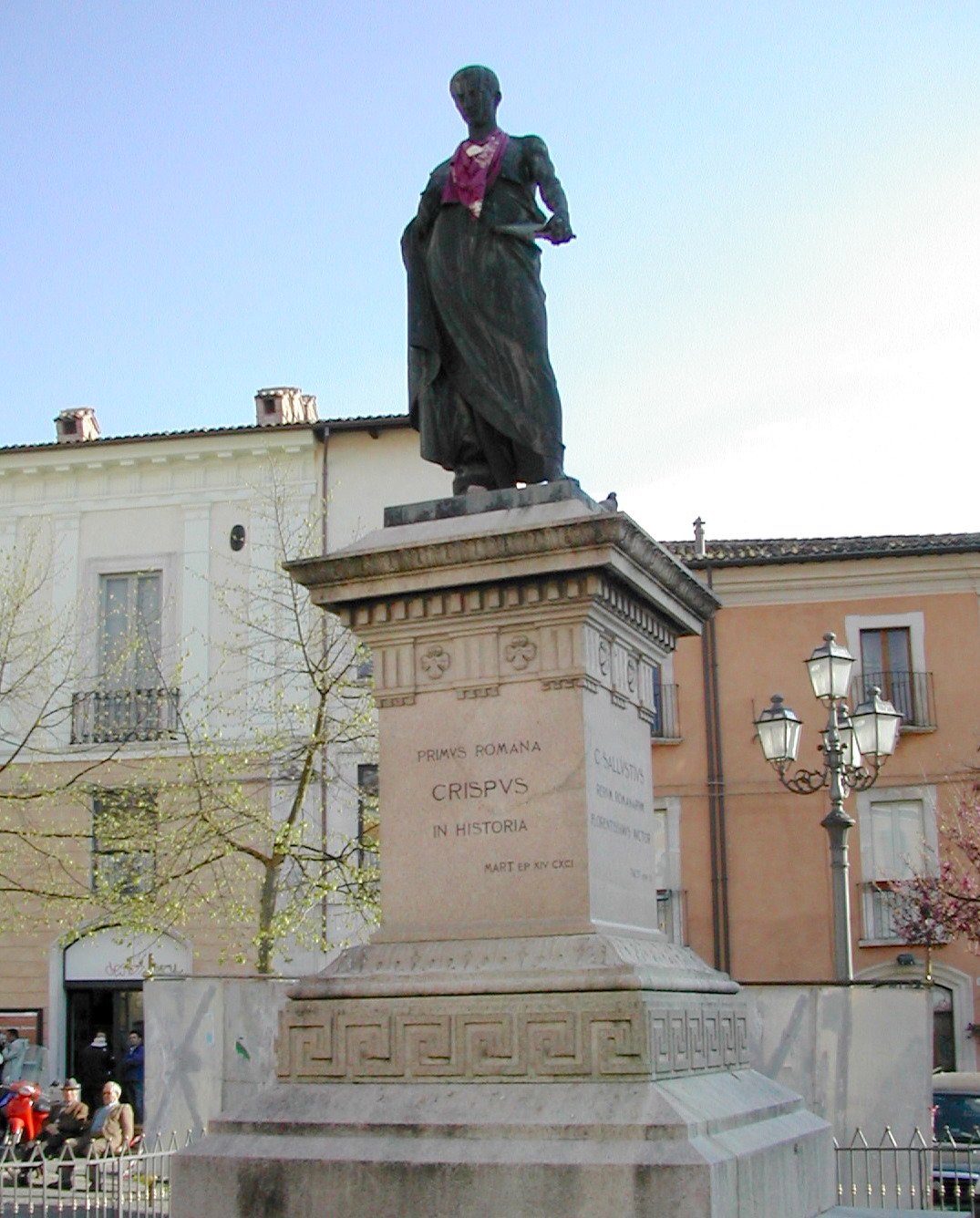
Statuia lui Salustiu din L'Aquila

Gaius Sallustius Crispus, prescurtat în română de obicei ca Salustiu (86 – c. 35 î.Hr.), a fost un istoric și politician roman, și novus homo dintr-o familie plebee din provincie. Salustiu s-a născut la Amiternum în țara sabinilor și a fost un popularis, un adversar al vechii aristocrații romane, de-a lungul carierei sale, și mai târziu, un partizan al lui Iulius Cezar. Salustiu este cel mai cunoscut istoric roman cu opere care scrise sub numele său, dintre care numai Despre conjurația lui Catilina (despre conspirația din anul 63 î.Hr. a lui L. Sergius Catilina), Despre războiul cu Iugurta (despre războiul Romei împotriva numizilor din perioada 111-105 î.Hr.) și Istorii (unele fragmente) au supraviețuit până în zilele noastre. Salustiu a fost influențat în primul rând de către istoricul grec Tucidide și a acumulat o mare (și necinstită) bogăție în perioada cât a fost guvernator al Africii.

## Viața și cariera

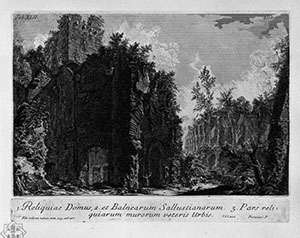
Grădinile lui Salustiu.

Salustiu s-a născut probabil la Amiternum în Italia Centrală, deși Eduard Schwartz consideră că locul de naștere al lui Salustiu a fost Roma. Data lui de naștere este calculată pornind de la mențiunea făcută în Cronica Sfântului Ieronim. Dar neo-zeelandezul Ronald Syme sugerează că data din cronica Sf. Ieronim trebuie să fie ajustată din cauza neglijenței dovedite de cunoscutul teolog și sugerează anul 87 î.Hr. ca o dată mai corectă. Cu toate acestea, nașterea lui Salustiu este datată pe scară largă în 86 î.Hr., iar Kleine Pauly Encyclopedia citează 1 octombrie 86 î. Hr. ca dată de naștere. Michael Grant susține cu prudență că nașterea lui Salustiu ar fi avut loc în anii 80 î.Hr.
Nu există informații despre părinții sau familia lui Salustiu, cu excepția mențiunii lui Tacitus despre sora lui. Sallustii erau o familie nobilă din provincie de origine sabină. Ei aparțineau ordinului ecvestru și aveau cetățenia romană. În timpul Războiului Social părinții lui Gaius s-au ascuns în Roma, pentru că Amiternum era sub amenințarea unui asediu al triburilor italice rebele. Din această cauză se poate ca Salustiu să fi crescut la Roma. El a primit o educație foarte bună.
După o tinerețe în care a fost bolnav, Salustiu a intrat în viața publică și se poate să fi câștigat alegerile de chestor în 55 î.Hr. Cu toate acestea, nu există nici o dovadă strictă despre acest lucru, iar unii cercetători cred că Salustiu nu a devenit chestor — practica de încălcare a honorum honorum era frecventă în ultimii ani ai Republicii. El a devenit Tribun al Plebei în 52 î.Hr., an în care adepții lui Milo l-au ucis pe Clodius într-o încăierare de stradă. Salustiu a sprijinit atunci judecarea lui Milo. Salustiu, Titus Munatius Plancus și Quintus Pompeius Rufus au încercat, de asemenea, să dea vina pe Cicero, unul dintre liderii opoziției Senatorilor față de triumvirat, pentru sprijinul său oferit lui Milo. Syme sugerează că Salustiu, din cauza poziției sale în procesul lui Milo, nu l-a sprijinit inițial pe Cezar. T. Mommsen afirmă că Salustiu a acționat în interesul lui Pompei (potrivit lui Mommsen, Pompei se pregătea să-și instaureze propria lui dictatură).
În conformitate cu o inscripție, un oarecare Sallustius (cu un praenomen) neclar a fost un proquaestor în Siria în 50 î.Hr. sub Marcus Calpurnius Bibulus. Mommsen  l-a identificat pe acest Sallustius cu istoricul Salustiu, deși T.R.S. Broughton a argumentat că istoricul Salustiu nu ar fi putut să fie un asistent al adversarului lui Iulius Cezar.
De la începutul carierei sale publice, Salustiu a acționat ca un partizan al lui Iulius Cezar, căruia îi datora avansarea sa pe plan politic. În anul 50 î.Hr., cenzorul Appius Claudius Pulcher l-a scos din Senat pe motiv de imoralitate (probabil din cauza opoziției sale față de Milo și Cicero). În anul următor, probabil prin intermediul influenței lui Cezar, a fost repus în funcție.
În timpul Războiului Civil din 49–45 î.Hr. Salustiu  a acționat ca partizan al lui Cezar, dar nu a avut un rol semnificativ așa că numele său nu este menționat în Commentarii de Bello Civili. S-a raportat că Salustiu a cinat cu Cezar, Hirtius, Oppius, Balbus și Sulpicius Rufus în noaptea de după faimoasa traversare a râului Rubicon de către Cezar la 10 ianuarie. În anul 49 î.Hr. Salustiu a fost mutat în Iliria și a comandat probabil cel puțin o legiune după eșecul lui Publius Cornelius Dolabella și Gaius Antonius. Această campanie nu a avut succes. În anul 48 î.Hr. el a fost făcut probabil chestor de către Cezar pentru a reintra în Senat. Cu toate acestea, ultima declarație se bazează pe „Invective împotriva Salustiu” atribuită lui Cicero, care este, probabil, un fals ulterior. La sfârșitul verii anului 47 î.Hr. un grup de soldați s-a răzvrătit lângă Roma, cerând lăsarea lor la vatră și plata serviciilor prestate. Salustiu, în calitate de praetor designatus, a fost trimis împreună cu mai mulți alți senatori pentru a-i convinge pe soldați, dar rebelii au ucis doi senatori, iar Salustiu a scăpat greu de la moarte. În 46 BC, el a servit ca praetor și l-a însoțit pe Cezar în campania africană, care s-a încheiat cu înfrângerea decisivă a rămășițelor armatelor lui Pompei în bătălia de la Thapsus. Salustiu nu a participat în mod direct la operațiunile militare, dar a comandat câteva nave și a organizat aprovizionarea prin Insulele Kerkennah. Ca recompensă pentru serviciile sale, Salustiu a fost numit guvernator al provinciei Africa Nova — nu este clar din ce motiv: Salustiu nu era un general priceput, iar provincia era militarizată în mare parte, aici aflându-se trei legiuni. Mai mult decât atât, urmașii săi ca guvernatori au fost militari experimentați. Cu toate acestea, Salustiu a gestionat cu succes organizarea aprovizionării și transportului, iar aceste calități ar fi putut determina alegerea lui Cezar. În calitate de guvernator el a comis activități de opresiune și de șantaj că numai influența lui Cezar i-a permis să scape de condamnare. La întoarcerea sa la Roma, el a cumpărat și a început să amenajeze cu o mare splendoare celebrele grădini de pe Quirinal cunoscute sub numele Horti Sallustiani sau Grădinile lui Salustiu. Aceste grădini vor aparține mai târziu împăraților.
Salustiu s-a retras apoi din viața publică și s-a dedicat literaturii istorice, și-a dezvoltat în continuare grădinile sale, pentru care a cheltuit o mare parte din bogăția acumulată. Potrivit lui Hieronymus Stridonensis, Salustiu a devenit mai târziu cel de-al doilea soț al  fostei soții a lui Cicero, Terentia. Cu toate acestea cercetătorii proeminenți ai prosopografiei romane precum Ronald Syme infirmă acest lucru ca pe o legendă.